# 式守錦太夫 (5代)
5代 式守 錦太夫（ごだい しきもり きんだゆう、? - 1938年5月 ）は、大相撲の元幕内格行司。

## 概要
初土俵の年は不明。1905年5月木村七之助の名で序ノ口格で番付に載る。1913年1月幕下格。1917年5月十両格。1929年1月幕内格？
式守勝巳の名前で活躍した後に、5代目の式守錦太夫を襲名した。
幕内行司で活躍したが、1938年5月、現役のまま若くして亡くなった。